# Бача, Юрай
Юрай Бача (словац. Juraj Bača, род. 17 марта 1977) — словацкий гребец на байдарках, многократный чемпион мира, призёр Олимпийских игр 2004 года.
Юрай Бача родился в 1977 году в Комарно (ЧССР). На Олимпиаде 2004 года завоевал бронзовую медаль на байдарке-четвёрке на дистанции 1000 м. В 2005 году завершил спортивную карьеру и перешёл на тренерскую работу.